# Серадовиці-Другі
Серадовиці-Другі (пол. Sieradowice Drugie) — село в Польщі, у гміні Бодзентин Келецького повіту Свентокшиського воєводства.
Населення — 351 особа (2011).
У 1975-1998 роках село належало до Келецького воєводства.

## Демографія
Демографічна структура на день 31 березня 2011 року:
|          | Загалом | Допрацездатний вік | Працездатний вік | Постпрацездатний вік |
| -------- | ------- | ------------------ | ---------------- | -------------------- |
| Чоловіки | 177     | 41                 | 115              | 21                   |
| Жінки    | 174     | 30                 | 100              | 44                   |
| Разом    | 351     | 71                 | 215              | 65                   |